# Issun-bōshi

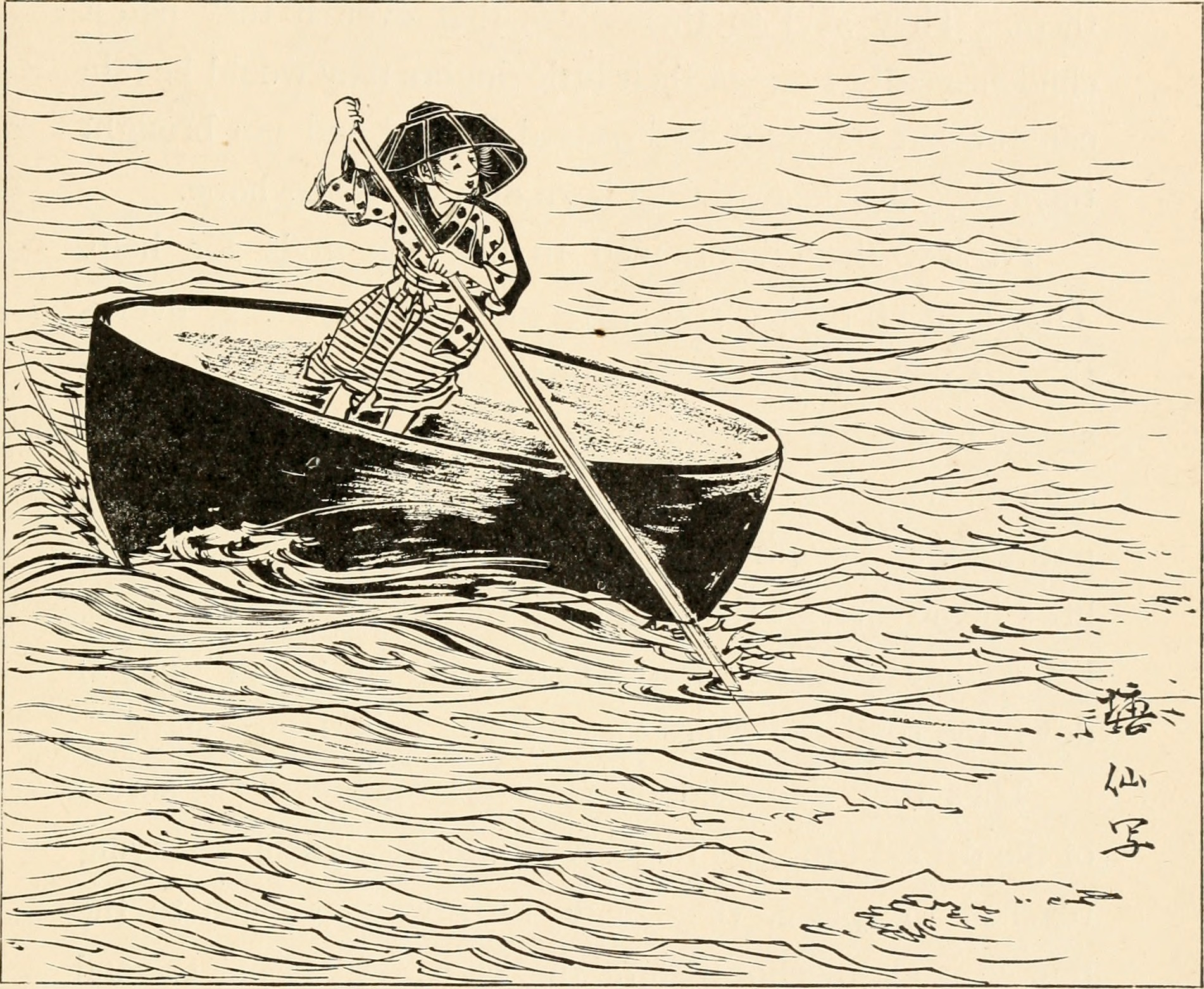
Issun-bōshi descendant la rivière dans un bol

Issun-bōshi (一寸法師, "garçon d'un pouce") est le héros et le titre d'un conte japonais. Son histoire, basée sur un thème commun aux contes du monde entier, enregistré dans la classification internationale sous le numéro ATU 700 (connu en Occident, par exemple, sous la figure de Tom Pouce ou de Pouçot, à ne pas confondre avec le Petit Poucet popularisé par Perrault), existe sous de nombreuses variantes dans la tradition japonaise. Mais la version généralement connue à l'heure actuelle, même si elle a subi des modifications, trouve sa source dans les Otogi-zōshi (御伽草子), un recueil de récits illustrés de l'époque médiévale.

## Trame
Dans la province de Tsu (津の国, Tsu-no-kuni), un couple de campagnards déjà âgés est toujours sans enfant. Au désespoir, ils prient les divinités du sanctuaire Sumiyoshi (住吉, Sumiyoshi) de leur en accorder un. Pris en pitié par les dieux, leur vœu se voit exaucé et, dix mois plus tard, la femme met un enfant au monde. Mais le petit garçon ne mesure à la naissance pas plus d'un sun (一寸, issun, soit environ 3 centimètres) et, les années ont beau passer, il ne grandit pas davantage. Du fait de sa taille minuscule, ses parents décident donc de l'appeler Issun-bōshi.
Un jour, Issun-bōshi déclare qu'il désire se rendre à la capitale impériale pour y devenir samouraï. Se faisant d'un bol un bateau et d'une paire de baguettes des rames, armé d'une aiguille à coudre en guise de sabre, passée dans un fourreau fait d'un brin de paille, Issun-bōshi s'en va par la rivière. Arrivé à la capitale, il trouve une magnifique maison et s'y fait embaucher. Lors d'une visite au temple, au cours de laquelle il accompagne la fille de la maison, un oni (鬼, ogre-démon du folklore japonais) apparaît pour enlever celle-ci. Quand Issun-bōshi s'interpose pour protéger la jeune fille, l'ogre l'avale tout rond pour s'en débarrasser. Mais Issun-bōshi l'attaque de l'intérieur, lui piquant le ventre avec son aiguille. Ne pouvant résister à la douleur insupportable, l'ogre renonce et recrache Issun-bōshi avant de s'enfuir.
Dans sa fuite, l'ogre laisse tomber son maillet magique : Uchide no kozuchi (en) (打ち出の小槌, objet mythique capable de faire apparaître ce qu'on désire d'un coup). Se servant du maillet, Issun-bōshi parvient à changer sa taille et devient un beau et grand jeune homme. Il s'en sert à nouveau pour faire apparaître la nourriture la plus appétissante qui soit, puis un grand trésor. Il épouse la jeune fille et passe le restant de ses jours dans le bonheur et la prospérité.

## Variations
Dans la version des Otogi-zōshi, on trouve cependant des éléments qui diffèrent de la version actuelle.
- Le vieux couple voyant que, malgré son âge, Issun-bōshi ne grandit pas, commence à se demander s'il ne serait pas un monstre, envoyé par les dieux pour les punir de quelque péché. Effrayés, ils pensent à le chasser ; entendant cela, Issun-bōshi décide de lui-même de partir.
- La maison dans laquelle Issun-bōshi est accueilli à la capitale est celle du Premier Ministre (宰相, saishō?).
- Issun-bōshi tombe amoureux de la fille du Ministre au premier regard et est résolu à en faire sa femme. Mais, comme sa petite taille rend cela impossible, il met en place un stratagème. Dérobant sur l'autel le riz déposé en offrande aux dieux, il en dépose un grain sur la bouche de la jeune fille endormie, prend le sac vide et fait semblant de pleurer pour alerter le Maître. Puis, il ment en lui disant que sa fille a volé l'offrande de riz. Le Ministre le croit et ordonne l'exécution de sa fille pour ce sacrilège. Saisissant l'occasion, Issun-bōshi intervient et il quitte la maison avec la jeune fille.
- Ils s'embarquent et, portés par les vents, parviennent à une île sordide. C'est là qu'ils rencontrent l'ogre (parfois deux ogres). Celui-ci avale Issun-bōshi de la même manière mais, cette fois, tournant sa petite taille à son avantage, il ressort par l’œil de l'ogre. Le même manège recommence plusieurs fois et, finalement, l'ogre prend peur d'Issun-bōshi et se sauve en laissant tomber son maillet magique dans sa fuite.
- La rumeur des exploits d'Issun-bōshi parvient à la capitale et il est convoqué au palais. L'empereur voit en lui quelqu'un de remarquable et le nomme d'abord général (少将, shōshō?), puis Chūnagon (中納言?, conseiller du ministre) à la cour.

## Dans la culture populaire moderne

### Jeux vidéo
- Dans Ōkami, un lilliputien répondant au nom d'« Issun, l'artiste errant » accompagne au cours de son périple la déesse Amaterasu réincarnée en loup blanc.

## Éponymie
L'astéroïde (10162) Issunboushi est nommé d'après ce personnage.

## Source
- (ja) Cet article est partiellement ou en totalité issu de l’article de Wikipédia en japonais intitulé « 一寸法師 » (voir la liste des auteurs).